# Schloss Liebenstein (Jebenhausen)

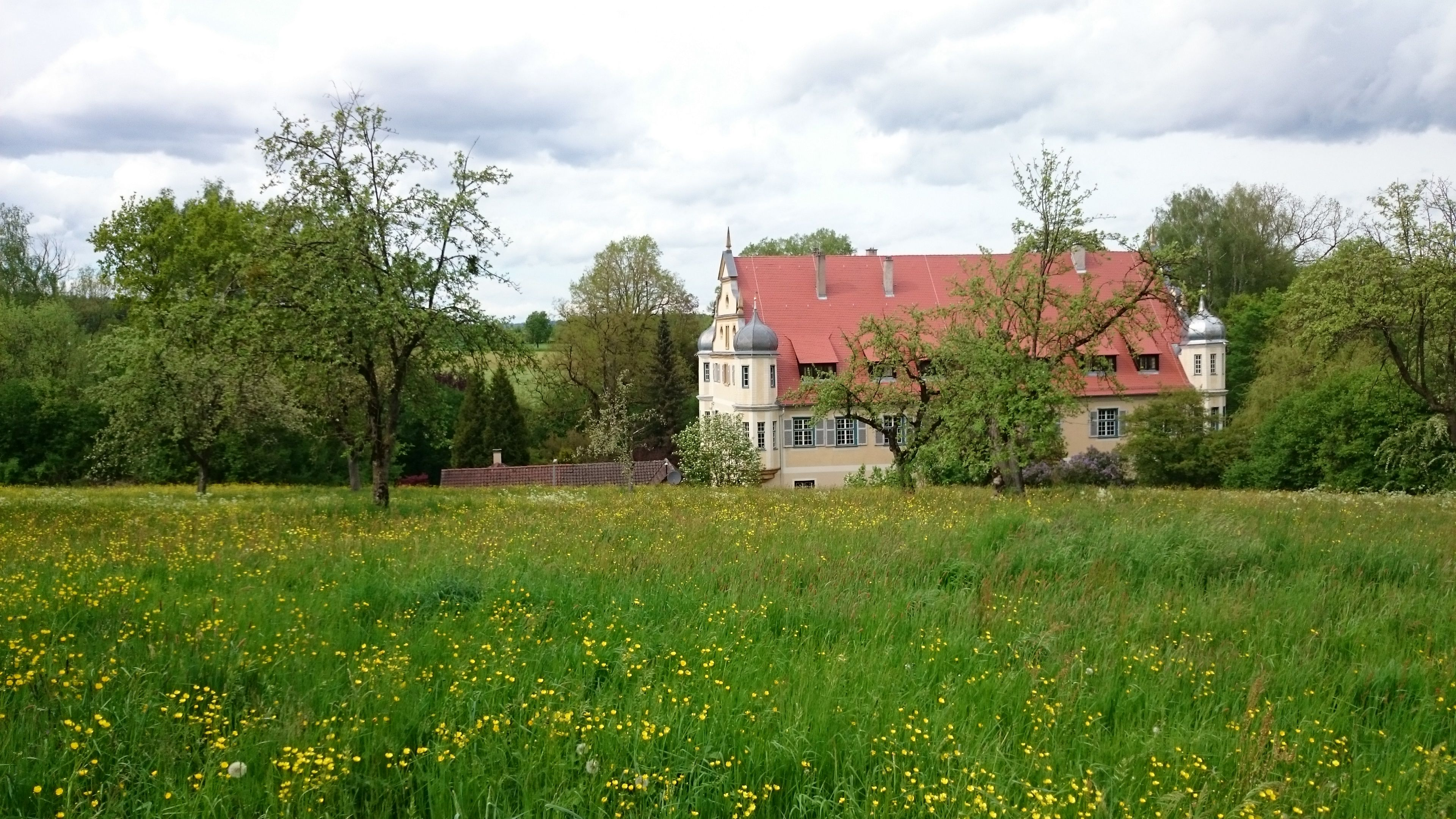
Schloss Liebenstein

Schloss Liebenstein ist ein Schloss im Göppinger Stadtbezirk Jebenhausen. Es wurde im 17. Jahrhundert erbaut.

## Geschichte
Die Herren von Liebenstein besaßen schon im 13. Jahrhundert Besitzungen in Jebenhausen, nachdem Konrad III. von Liebenstein 1467 den Anteil der Grafen von Württemberg und 1468 den Anteil seiner Schwester Kunigunde erworben hatte. In Folge eines Familienstreits zwischen den Brüdern Philipp Konrad II. und Philipp Albrecht von Liebenstein wurde die Stammburg und die den Liebenstein gehörigen Güter Kaltenwesten und Ottmarsheim 1671 und 1678 an Württemberg verkauft. Vom Erlös der Güter errichtete Philipp Albrecht von Liebenstein 1686 in Jebenhausen ein Schloss in der Nähe der Sauerwasserquellen, die beim Bau teilweise miteinbezogen wurden und auch heute noch in den Kellergewölben zu finden sind. Das Schloss, welches heute noch weitestgehend im Originalzustand ist, ist ein einfacher Steinbau, der nur durch die Eckerker und die dreistufig gegliederten Volutengiebel mit einem aufgesetzten Obelisk verziert ist. Heute ist das Schloss immer noch Wohnsitz einer Liebensteiner Linie.